# Wakaba-ku (Chiba)
Wakaba-ku (若葉 Wakaba-ku?) es uno de los seis barrios de la ciudad de Chiba, Japón. Hasta el 1 de agosto de 2011 tenía una población estimada de 151.837 habitantes y una densidad de 1,800 personas por kilómetro cuadrado. La superficie total del barrio es de 84,21 km².